# System Séré de Rivières’a

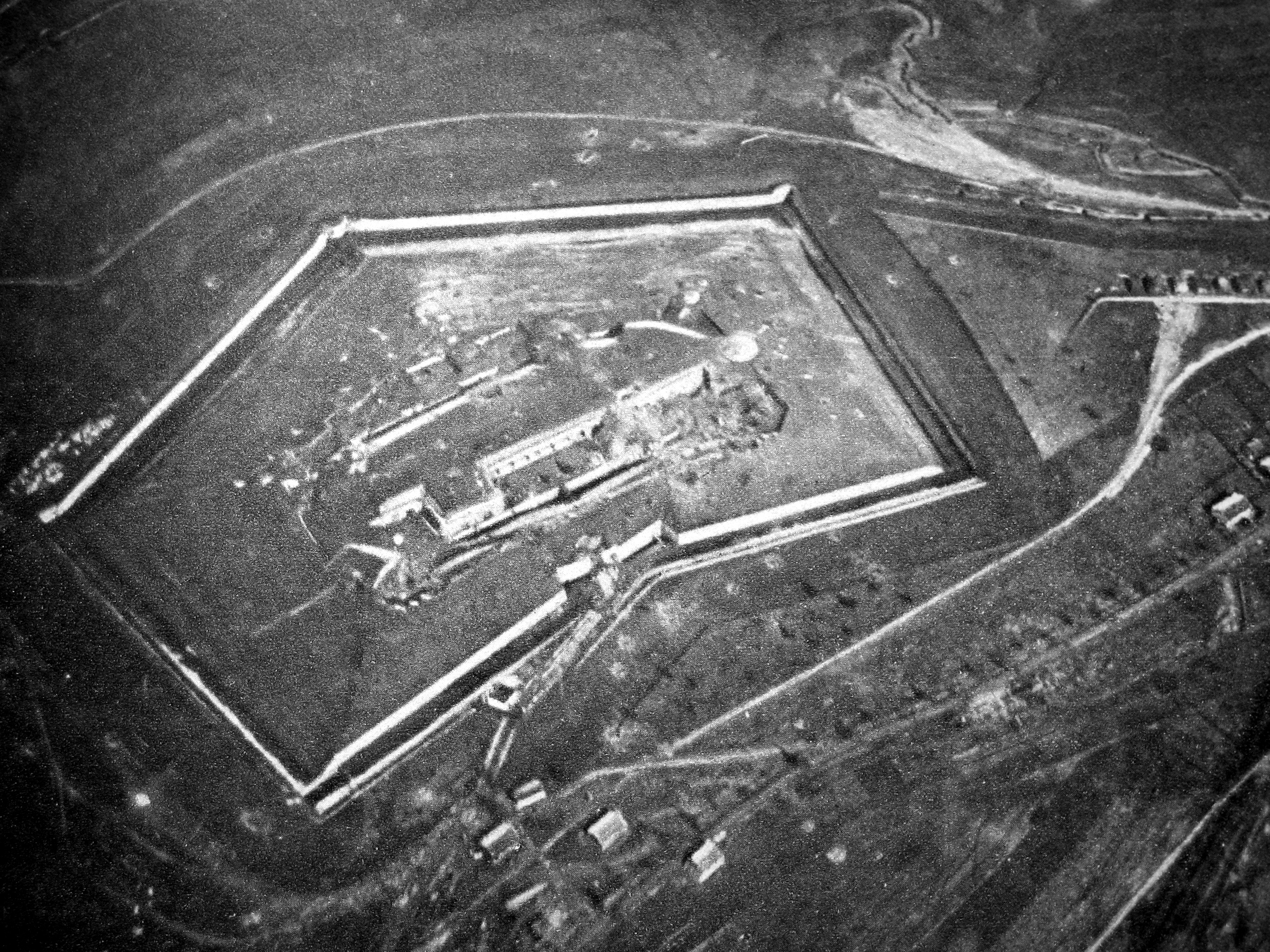
Zdjęcie lotnicze fortu Douaumont, obiekty twierdzy Verdun, fragmentu systemu, 1916

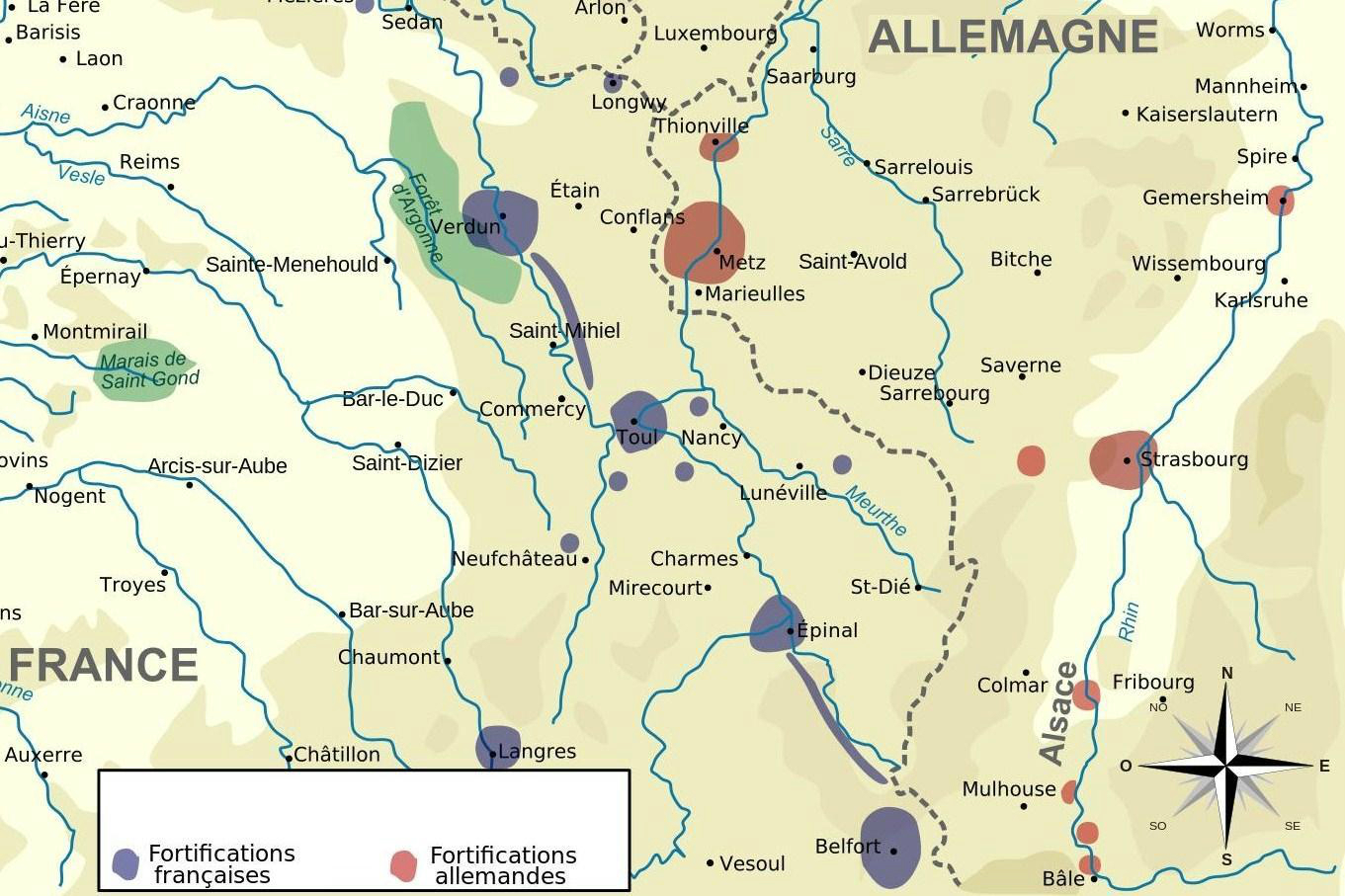
Granica francusko-niemiecka i system Séré de Rivières’a, 1914

System Séré de Rivières’a – francuski system fortyfikacji (linia obronna) wzdłuż granicy francusko-niemieckiej, zbudowany pod koniec XIX wieku, po przegranej wojnie francusko-pruskiej (1870–1871). W wyniku tego konfliktu mocarstwowa Francja utraciła na rzecz Niemiec przygraniczne Alzację i część Lotaryngii, które zostały włączone do Rzeszy jako Alzacja-Lotaryngia.

## Historia
Nazwa systemu pochodzi od nazwiska francuskiego inżyniera wojskowego, generała Raymonda Adolphe'a Séré de Rivières’a, który miał wpływ na jego utworzenie. Potężna linia fortyfikacji granicznych – od granicy belgijsko-francuskiej na północy, do granicy francusko-szwajcarskiej na południu – strzegła dolin, przepraw rzecznych i węzłów kolejowych wzdłuż linii Verdun–Toul–Épinal–Belfort. W tej sytuacji jedyna logiczna trasa niemieckiego natarcia na Francję prowadziła przez sąsiednią, neutralną Belgię. W 1914 populacja Francji wynosiła prawie 40 mln osób, a Niemiec prawie 68 mln osób. W wojskach Rzeszy służba wojskowa trwała dwa lata, a w artylerii i kawalerii trzy lata. Aby zmniejszyć dysproporcję w potencjale ludnościowym Francuzi wydłużyli służbę wojskową z dwóch do trzech lat.
Linia spełniła swoją rolę, osłaniając Francję podczas kolejnej wojny niemiecko-francuskiej. 3 sierpnia 1914 Niemcy wypowiedziały wojnę Francji, następnego dnia Belgii, a niemieckie wojska wkroczyły do Belgii – naruszając jej neutralność – by dotrzeć do Francji, realizując plan Schlieffena i omijając system Séré de Rivières’a. Niemcy zamierzali szybkim manewrem przez północ Francji podbić ją i wyeliminować z wojny, a nie mogli wikłać się w długotrwałą i wyczerpującą walkę, polegającą na przełamywaniu systemu Séré de Rivières’a, zwłaszcza w obliczu posiadania od 1894 na wschodniej granicy sojusznika Francji – Imperium Rosyjskiego. Wielka Brytania, również sojusznik Francji (Ententa) i gwarant neutralności Belgii udzieliła im wsparcia, a konflikt przerodził się w I wojnę światową. Szefem francuskiego sztabu generalnego ówcześnie był generał Joseph Joffre. Zgodnie z niemieckim planem ataku przekroczenie przez Niemców granicy belgijsko-francuskiej miało nastąpić dwudziestego drugiego dnia od mobilizacji.